# Municipio de Nottingham (Pensilvania)
El municipio de Nottingham (en inglés: Nottingham Township) es un municipio ubicado en el condado de Washington en el estado estadounidense de Pensilvania. En el año 2000 tenía una población de 2,522 habitantes y una densidad poblacional de 48 personas por km².

## Geografía
El municipio de Nottingham se encuentra ubicado en las coordenadas 40°12′50″N 80°03′26″O / 40.21389, -80.05722.

## Demografía
Según la Oficina del Censo en 2000 los ingresos medios por hogar en la localidad eran de $57,109 y los ingresos medios por familia eran $65,991. Los hombres tenían unos ingresos medios de $44,19 frente a los $25,446 para las mujeres. La renta per cápita para la localidad era de $26,256. Alrededor del 5,3% de la población estaban por debajo del umbral de pobreza.